# Wilhelm Behrens
Pour les articles homonymes, voir Behrens.
Wilhelm Behrens (23 août 1888 à Berlin — 15 août 1968 à Lotte) est un Generalleutnant allemand au sein de la Heer dans la Wehrmacht pendant la Seconde Guerre mondiale.
Il a été récipiendaire de la croix de chevalier de la croix de fer. Cette décoration est attribuée en reconnaissance d'un acte d'une extrême bravoure ou d'un succès de commandement important du point de vue militaire.

## Biographie
Behrens rejoint le 25 novembre 1908 le 11e régiment d'uhlans (de) en tant que porte-drapeau, où il est promu enseigne le 18 mai 1909 et lieutenant le 16 juin 1910.
Wilhelm Behrens est retiré du service actif en 1944. En 1946, il est capturé par l'Armée rouge et reste en captivité jusqu'en 1949.

## Décorations
- Croix de fer (1914)
  - 2e classe
  - 1re classe
- Insigne des blessés (1914)
  - en Noir
- Croix de chevalier de l'Ordre royal de Hohenzollern avec glaives
- Croix d'honneur
- Agrafe de la croix de fer (1939)
  - 2e classe (23 mai 1940)
  - 1re classe (20 juin 1940)
- Médaille du Front de l'Est
- Croix allemande en or (9 décembre 1941)
- Croix de chevalier de la croix de fer
  - Croix de chevalier le 17 mars 1942 en tant que oberst et commandant du Infanterie-Regiment 106[1]